# Le Maître chat ou le Chat botté
Le Maître chat ou le Chat botté (bra: O Gato de Botas; prt: O Gato das Botas)  ou O Mestre Gato  é um conto de fadas da autoria do escritor francês Charles Perrault, incluído no livro Les contes de ma mère l'Oye, publicado em 1697.[controverso]

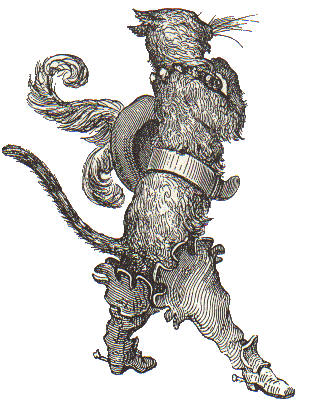
Ilustração de Gustave Doré (1832-1886) para uma edição do conto

O conto francês narra a história do mais novo de três irmãos que recebe como herança de seu pai um gato de estimação. Depois de ganhar um par de botas, o gato consegue convencer um rei muito poderoso de que pertence a um fidalgo chamado Marquês de Carabás, e consegue ao seu dono a mão da princesa em casamento. O livro se tornou muito popular na França, e até mesmo Napoleão Bonaparte o leu e deu um exemplar a sua irmã.

## Na cultura popular

### Séries de televisão
O Gato das Botas teve quatro versões em desenho animado:[controverso]
- Série de 26 episódios da Enoki Films;
- Três filmes da Toei Animation;
- Dois episódios da série de anime Grimm Meisaku Gekijoo (em Portugal Grimm: Histórias - Encantar distribuído pela Trisan Editores ou Os Teus Contos Clássicos distribuído pela Editorial RBA.

### Filmes
- um filme de animação francês chamado La Véritable Histoire du Chat Botté.

- O personagem Gato das Botas ficou bastante conhecido por ter tido participação em seis dos sete filmes da franquia Shrek. Desde a sua aparição em Shrek 2 (2004), ele é um assassino de aluguel com um leve sotaque hispânico, e que eventualmente se torna amigo do ogro Shrek. É dublado por Antonio Banderas no áudio original.
- O sucesso do personagem da DreamWorks foi tanto, que lhe rendeu até dois filmes: Puss in Boots (2011) e Puss in Boots 2: The Last Wish (2023), respectivamente.

## Outras versões
O Gato de Botas é considerado um dos contos mais antigos, e pode variar muito em cada lugar que é contado. Em outras versões, o Gato de Botas era um cavaleiro enfeitiçado que precisaria trazer fortuna a um humano e assim tornar-se homem novamente. 
Folcloristas indicam que em versões ainda mais remotas, o gato de Botas era retratado como um escravo que deveria conceder a mão da princesa para seu amo, e assim poder se libertar das correntes (aqui representadas pelas botas).
Há ainda uma outra versão antiga contada pelos negros em que o protagonista não é um gato de botas, mas um macaco flautista que fazia feitos heroicos como retribuição ao Doutor Botelho (equivalente ao aqui chamado Marquês de Carabás), que o teria libertado da vida na selva.